# Maria Magdalena Habsburg
Maria Magdalena Józefa Habsburg (ur. 26 marca 1689 w Wiedniu, zm. 1 maja 1743 tamże) – arcyksiężniczka Austrii, księżniczka Czech, Węgier.
Urodziła się jako córka cesarza rzymsko-niemieckiego, króla Czech i Węgier Leopolda I oraz jego trzeciej żony cesarzowej Eleonory Magdaleny. Starszym braćmi arcyksiężniczki Marii Magdaleny byli m.in. przyszli cesarze rzymsko-niemmieccy Józef I i Karol VI.
Maria Magdalena zmarła niezamężnie i bezpotomnie. Została pochowana w Krypcie Kapucyńskiej w Wiedniu.